# Friedrich Gerhart
Friedrich Gerhart († nach 1463) war ein deutscher Benediktiner und Verfasser theologischer Schriften.
Er wurde oft mit dem in den Schriften aus der Abtei St. Emmeram in Regensburg als ebenfalls als frater fridericus erscheinenden Verfasser mathematischer und astronomischer Texte identifiziert.
Aufgrund eines Vergleiches der Handschriften konnten diese jedoch dem gleichzeitig in St. Emmeram wirkenden Friedrich Amann zugeordnet werden.
Friedrich Gerhart ist der Verfasser der Handschriften Codex Latinus Monacensis 14131, 14140 und 14656, die heute in der Bayerischen Staatsbibliothek in München aufbewahrt werden.